# Merinould
Merinould er en meget fin uld fra merinofår med en fibertykkelse på 17-23 mikrometer (0,02 millimeter). Merinould anvendes derfor ofte til undertøj samt finere vævede tekstiler.

## Naturlige egenskaber
Merinould har nogle gode, naturlige egenskaber:
- Temperaturregulering: ulden kan holde dig varm når det er koldt og kold når det er varmt.
- Svedabsorbering: uld kan absorbere fugt op til 33% af sin egenvægt uden at føles våd
- Beskytter mod svedlugt: Når ulden absorberer fugt/sved, så bliver denne bundet i uldens struktur. Sveden bliver dermed ikke liggende på huden og kommer således ikke i kontakt med de bakterier, som normalt får sveden til at lugte.
- Merinould er både smuds-og vandafvisende

Disse egenskaber er grunden til at merinould ofte bliver brugt i forbindelse med fysisk aktivitet såsom f.eks. vandring, løb, cykling samt på skiture.

## Superwash vs. ubehandlet uld

### Superwash
Størstedelen af alle merinoprodukter på markedet er behandlet med en såkaldt superwash. Superwash er en klorbehandling, som gør ulden nemmere at håndtere, både for producenten og for forbrugeren. Hvis uld er superwashed er det nemmere for producenten at farve, da behandlet uld lettere optager farve. Behandlingen gør også ulden nemmere at håndtere for forbrugeren, da det forbedrer uldens vaskeegenskaber og forbrugeren dermed ikke behøver at være nær så opmærksom for at undgå krymp og stampning.
Desværre har superwash en negativ betydning for miljøet, da der bliver udledt en del klor (AOX) med spildevandet. Ydermere bliver det ofte debatteret på diverse blogs, om hvorvidt uld stadig kan kaldes et naturmateriale, hvis det har været gennem en superwash-behandling. I forbindelse med denne behandling bliver de yderste skæl/kradshår fjernet fra uldfibrene med en klorbehandling og uldfibrene bliver så efterfølgende overtrukket med en tynd film af enten naturlig eller kunstig resin (harpiks eller en form for plastik). Nogle argumenterer for at ulden stadig har de samme egenskaber, da filmen er så tynd at det ikke har nogen stor betydning, mens andre mener at ulden skal betegnes som et syntetisk materiale efter en superwash-behandling.

### Ubehandlet uld
Alle uldprodukter er i princippet behandlet – der er dog stor forskel på hvilken metode som er brugt. Som et alternativ til superwash kan man købe ubehandlet uld. Ubehandlet uld er betegnelsen for uld, som ikke har været gennem denne miljøskadelige behandling, men i stedet er behandlet skånsomt uden at ændre på uldens struktur og naturlige egenskaber. Dette foregår ofte med en form for enzymbehandling, som fjerner uldfibrenes skæl/kradshår, så den er blød og behagelig at have på.
Ubehandlet uld bliver ikke overtrukket med nogen film og man bibeholder således ubetinget uldens naturlige egenskaber. Da ubehandlet uld ikke har været gennem en superwash-behandling, kan den dog ikke tåle ligeså hård vask. Man skal således følge anvisningerne i tøjet – sædvanligvis 30° på uldprogram med uldvaskemiddel.

## Mulesing
Merinould har flere gange været i mediernes samt dyrevelsfærds-organisationernes søgelys i forbindelse med mulesing. Mulesing er, kort sagt, et indgreb hvor en hudfold ved fårets tarmåbning skæres af. Dette indgreb sker oftest uden bedøvelse og er derfor meget smertefuldt for fåret.
Mulesing bliver udført for at undgå flueangreb: dvs. for at undgå at fluer lægger æg i fårets hudfolder ved tarmåbningen, hvorved larver udklækkes og kan medføre store gener og infektioner hos fåret. Metoden er dog mest udbredt i Australien, hvor klimaet er meget varmt og folderne på fåret derved bliver fugtige og tiltrækker fluer. Hvor klimaet er tempereret, i f.eks. Sydamerika, er fåret ikke udsat for disse flueangreb.